# Albert Oppel
Carl Albert Oppel (ur. 19 grudnia 1831 w Hohenheim, zm. 22 grudnia 1865 w Monachium) – niemiecki paleontolog. Zajmował się głównie skamieniałościami okresu jurajskiego i stratygrafią jury.

## Życiorys
W 1851 rozpoczął studia mineralogii, zoologii, paleontologii i geologii na Uniwersytecie w Tybindze, studia ukończył w 1853 i otrzymał tytuł doktora na podstawie pracy Die Juraformation Englands, Frankreichs and des siidwestlichen Deutschlands (1856-1858). Od 1858 roku asystent w Muzeum Paleontologicznym w Monachium. W 1860 roku został profesorem paleontologii na Uniwersytecie w Monachium. Zmarł w 1865 roku w wieku 35 lat.
Na jego cześć nazwano dorsum Oppel na Księżycu.

## Prace
- Die Juraformation Englands, Frankreichs and des siidwestlichen Deutschlands (1856-1858)
- Paleontologische Mittheilungen aus dem Museum des Konigl. Bayer. Staats. (1862-1865)